# Ampuis
Ampuis este o comună în departamentul Rhône din sud-estul Franței. În 2009 avea o populație de 2.626 de locuitori.

## Evoluția populației
| An        | 1975  | 1982  | 1990  | 1999  | 2006  | 2009  |
| --------- | ----- | ----- | ----- | ----- | ----- | ----- |
| Populație | 1.704 | 1.777 | 2.051 | 2.178 | 2.497 | 2.626 |